# Breitling Jet Team
Breitling Jet Team – zespół akrobacyjny należący i sponsorowany przez wytwórnię zegarków Breitling. 

## Historia
Grupę sformowano w roku 2003. Jako że zespół nie należy do wojska, firma Breitling korzysta z bazy wojskowej w Dijon we Francji. Piloci latający w zespole są mimo tego żołnierzami, którzy na zlecenie zarządu pracują jako piloci dla Breitlinga. Grupa prezentowała swoje umiejętności m.in. we Francji, Szwajcarii, Niemczech, Hiszpanii, Wielkiej Brytanii, Portugalii, Włoszech, Czechach oraz w Polsce podczas zawodów Red Bull Air Race w Gdyni 26 i 27 lipca 2014 roku.

## Galeria

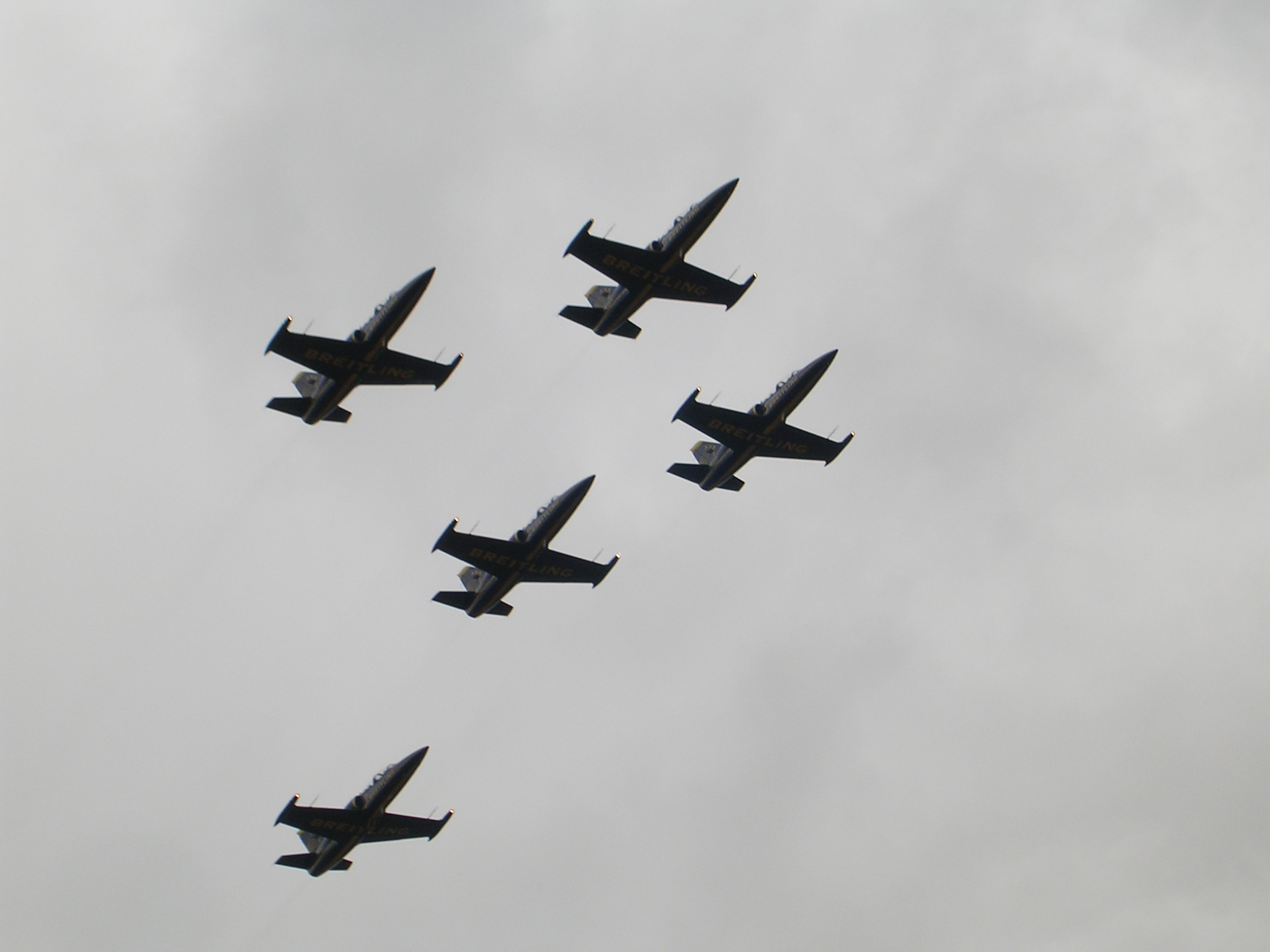
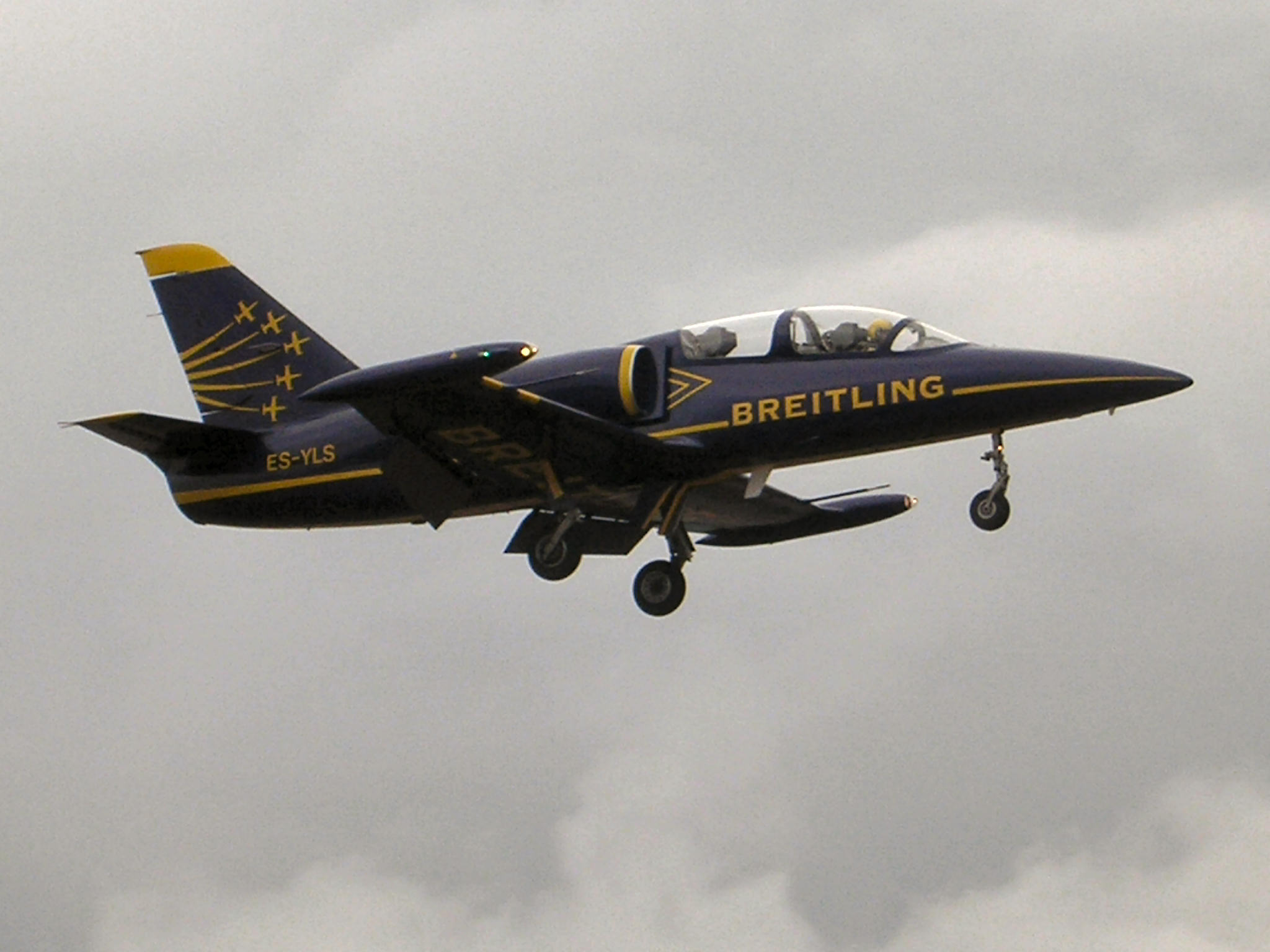
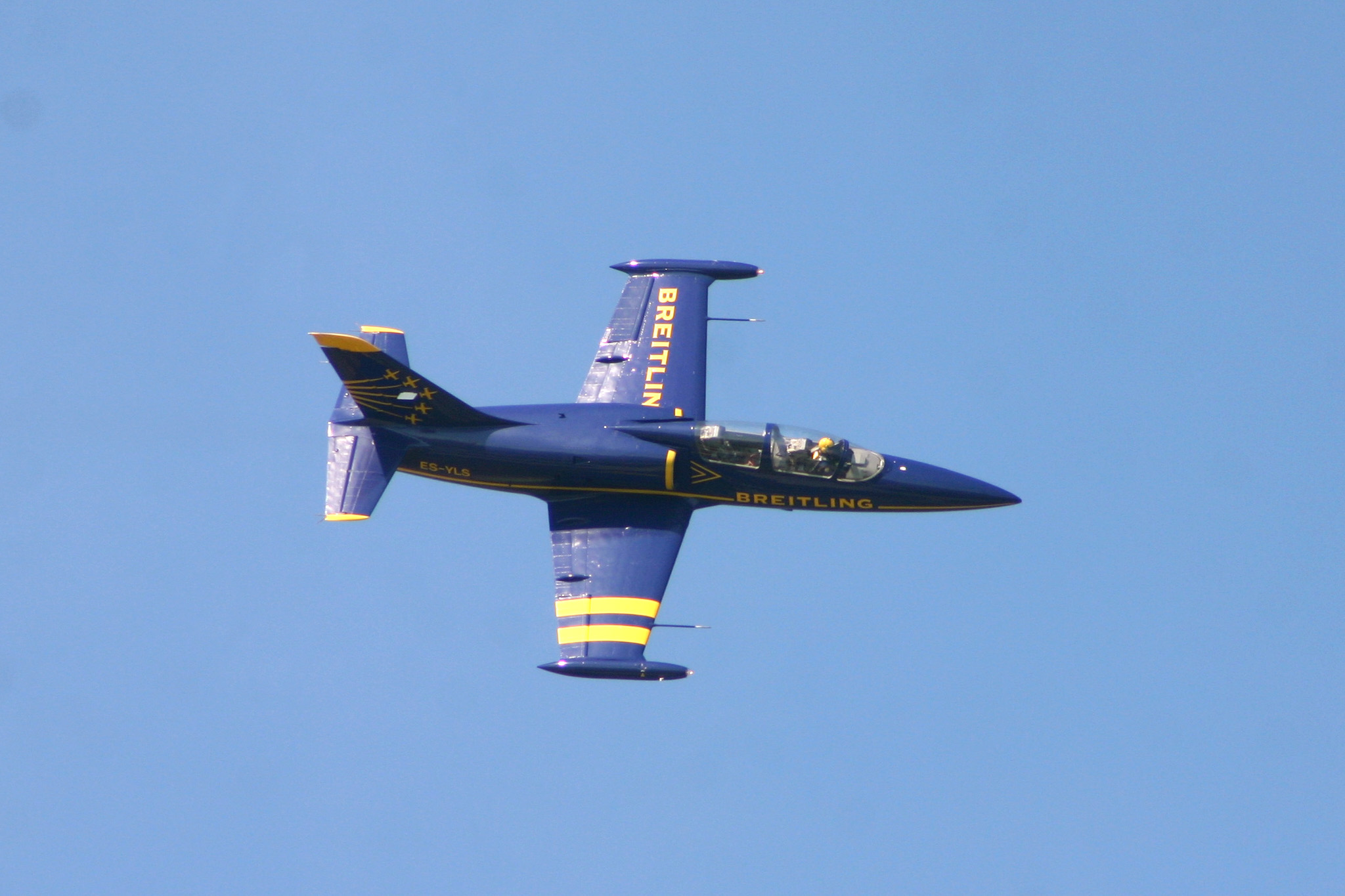
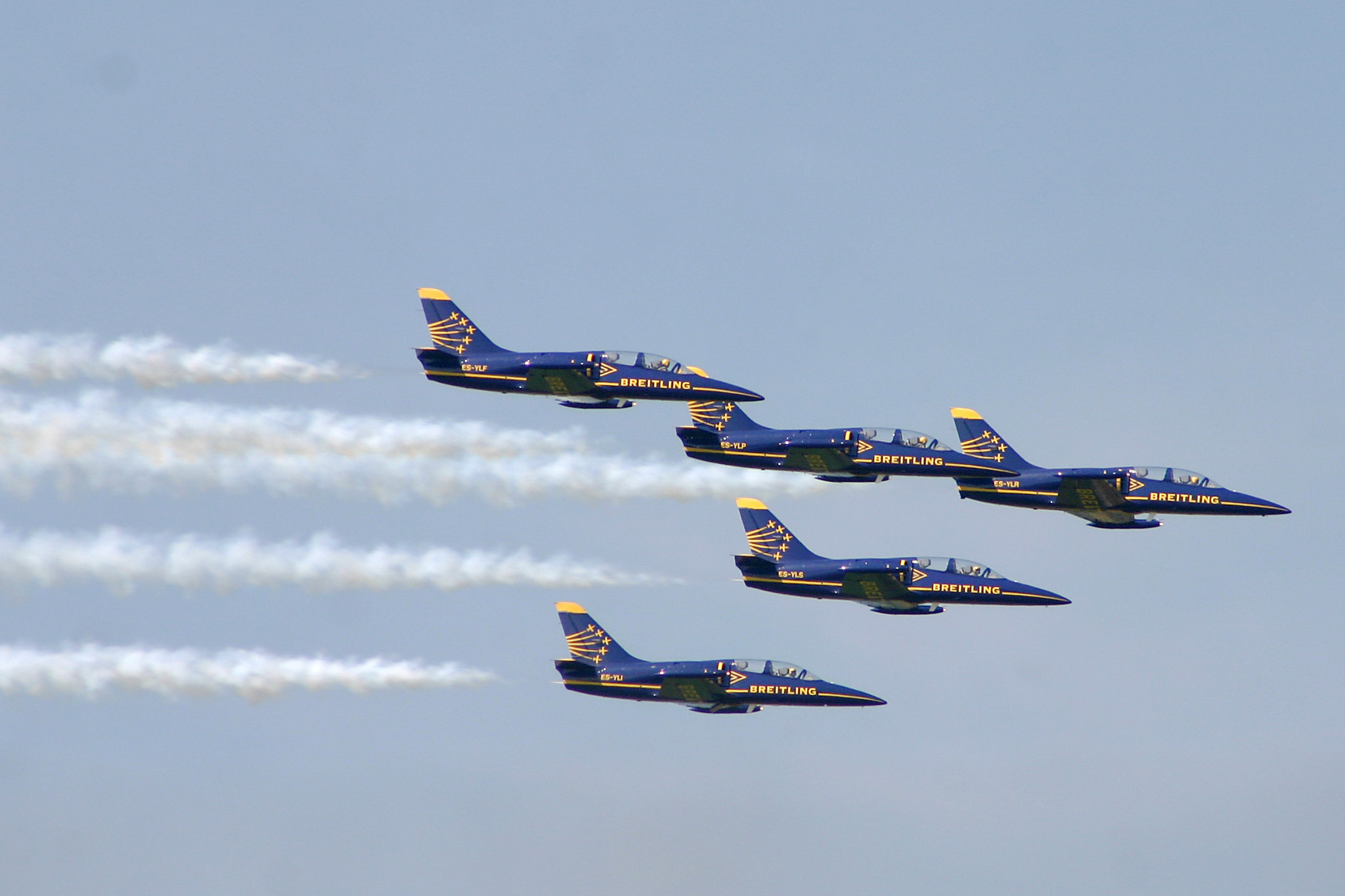